# Dictyophara spuria
Dictyophara spuria är en insektsart som beskrevs av Stsl 1859. Dictyophara spuria ingår i släktet Dictyophara och familjen Dictyopharidae. Inga underarter finns listade i Catalogue of Life.